# Pueblo Nuevo (distrito de Chincha)
Pueblo Nuevo é um distrito do Peru, departamento de Ica, localizada na província de Chincha.

## Transporte
O distrito de Pueblo Nuevo é servido pela seguinte rodovia:
- IC-100, que liga o distrito de Chavín à cidade de Chincha Alta [1][2][3]